# Tramway de Murcie
Le tramway de Murcie (en espagnol : Tranvía de Murcia) est un réseau de transport en commun en site propre de type tramway qui dessert la ville de Murcie. Ouvert en 2011, il compte une seule ligne.

## Réseau actuel

### Matériel roulant
Le matériel roulant est construit par Alstom. Il comprend 11 rames Citadis 302 à 5 éléments. Elles portent les numéros 151, 152 et 156 à 164. Ces véhicules ont été mis en service en 2007 à Madrid et transférés sur le réseau de Murcie en 2010